# Новоандріївка (Андріївська сільська громада)
Новоандрі́ївка —  село Андріївської сільської громади Краматорського району Донецької області, України. Населення становить 96 осіб.

## Населення

### Мова
Розподіл населення за рідною мовою за даними перепису 2001 року:
| Мова            | Кількість | Відсоток |
| --------------- | --------- | -------- |
| українська      | 67        | 69.79%   |
| російська       | 27        | 28.13%   |
| інші/не вказали | 2         | 2.08%    |
| Усього          | 96        | 100%     |